# Чепига, Юрий Яковлевич
Юрий Яковлевич Чепига (23 февраля 1918 — 11 ноября 1991) — штурман 952—го штурмового авиационного Оршанского Краснознамённого ордена Кутузова полка, майор. Герой Советского Союза.

## Биография
Родился 23 февраля 1918 года в Люботине ДКР (ныне Харьковской области Украины). Работал с 13 лет на строящемся Новокраматорском машиностроительном заводе.
В 1935 году поступил в Батайскую школу лётчиков. Работал техником-инструктором. Был зачислен в кадры Красной армии, получил командирское звание и продолжал вплоть до начала Великой Отечественной войны готовить пилотов.
Во время Великой Отечественной войны сражался на Западном фронте. Участвовал в обороне Москвы и в контрнаступлении под Москвой.
К 10 апреля 1945 года совершил 140 боевых вылетов, в воздушных боях сбил 3 и на аэродромах сжёг 20 вражеских самолётов. 29 июня 1945 года за мужество и героизм, проявленные при нанесении штурмовых ударов по врагу, Чепиге Юрию Яковлевичу присвоено звание Героя Советского Союза с вручением ордена Ленина и медали «Золотая Звезда».
После войны служил в ВВС. С 1953 года Ю. Я. Чепига в запасе. Жил в городе Туапсе Краснодарского края. Скончался 11 ноября 1991 года.

## Награды
- Медаль «Золотая Звезда» Героя Советского Союза;
- орден Ленина (29.06.1945);
- три ордена Красного Знамени (20.01.1942, 10.12.1942, 22.02.1945);
- орден Александра Невского (3.03.1945);
- Орден Отечественной войны I степени (11.03.1985);
- медали, в том числе «За оборону Москвы».